# Boffalora d'Adda
Boffalora d'Adda este o comună din provincia Lodi, Italia. În 2011 avea o populație de 1,706 de locuitori.

## Demografie
Boffalora d'Adda - evoluția demografică

|  | Graficele sunt indisponibile din cauza unor probleme tehnice. Mai multe informații se găsesc la Phabricator și la wiki-ul MediaWiki. |

Date: Recensăminte sau birourile de statistică - grafică realizată de Wikipedia